# Lotte Jacobi
Lotte Jacobi (17 augustus 1896, Toruń, West-Pruisen - 6 mei 1990, Concord, New Hampshire) was een fotografe op het gebied van portret-, theater- en kunstfotografie.

## Leven en werk
Jacobi was van de vierde generatie van een Joodse fotografenfamilie en groeide vanaf haar tweede levensjaar op in Poznan. In 1921 verhuisde het gezin naar Berlijn. Na haar opleiding - eerst door haar vader - studeerde Jacobi van 1925 tot 1927 film en fotografie in München. Daarna nam ze het atelier van haar vader in Berlijn over. In die tijd was ze reeds bekend als fotograaf van kunstenaars en kunst. Haar foto's verschenen in tijdschriften zoals de Berliner Illustrierten Zeitung of in de Münchner Illustrierten Presse. Laat in de jaren 1920 maakte Lotte Jacobi kennis met de Italiaanse fotograaf Tina Modotti. In september 1930 exposeerde Modotti in Jacobi's galerie.
Wanneer door het nazi-regime vanaf 1933 het werk voor Lotte Jacobi onmogelijk wordt gemaakt, werkt ze onder verschillende pseudoniemen, ook mogelijk gemaakt door het agentschap Schostal. Jacobi voelt zich uiteindelijk gedwongen om te emigreren. Haar atelier aan de Berlijnse Kurfürstendamm 35, dat ze samen met haar zus Ruth Jacobi runde, werd overgenomen door de fotograaf Hein Gorny. Ze vertrok in 1935 met haar zoon naar New York. Hier trouwde ze in 1940 de Berlijnse uitgever Erich Reiß, die in 1939 vanuit Zweden naar New York geëmigreerd was. Ze woonde tot 1955 in New York en bracht Amerikaanse en geëmigreerde Europese intellectuelen, schrijvers en kunstenaars in beeld.
Nadat Jacobi uit New York vertrok, streek ze neer in het landelijke Deering in New Hampshire, waar ze opnieuw een studio opende en ook werken van jonge kunstenaars tentoonstelde. Haar nalatenschap omvat 47.000 negatieven.
Ze portretteerde onder andere de volgende personen:
Berenice Abbott, W. H. Auden, Martin Buber, Marc Chagall, W.E.B. Du Bois, Albert Einstein, Robert Frost,Heinrich George, Valeska Gert, Emil Jannings, Egon Erwin Kisch, Käthe Kollwitz, Pauline Koner, Lotte Lenya, Peter Lorre, Thomas Mann, Max Schreck, Max Planck, Paul Robeson, Eleanor Roosevelt, May Sarton, J.D. Salinger, Edward Steichen, Alfred Stieglitz, Grete Sultan, Kurt Weill, Chaim Weizmann.
Tot haar karakteristieke werk behoren ook de werken die ze in tussen 1940 en 1950 creëerde zonder camera, experimentele foto-graphics. Deze werden later door Leo Katz aangeduid als "Photogenics" aangeduid.
In 1983 ontving Lotte Jacobi de Dr.-Erich-Salomon-Preis van de Deutschen Gesellschaft für Photographie voor haar levenswerk.

## Tentoonstellingen (selectie)
- 1973, Museum Folkwang, Essen
- 1990, Museum Folkwang, Essen
- 1997, Atelier Lotte Jacobi Berlin, New York., Das Verborgene Museum, Berlijn
- 2012 Lotte Jacobi - Photographien. - Keulen Käthe-Kollwitz-Museum, (14 september 2012 - 6 januari 2013)[2]
- 2013 Kunstenaars in Dialoog, Das Verborgene Museum, Berlijn[3]
- 2014 Kunstenaars in Dialoog, Das Verborgene Museum, Berlijn[4]
- 2017 "Blicke die bleiben, fotografische Porträts aus der Sammlung Fricke", 21.10.2017 - 14.01.2018 Aachen, Suermondt-Ludwig Museum (mit Anderen)